# Sweet Water
Sweet Water is een plaats (town) in de Amerikaanse staat Alabama, en valt bestuurlijk gezien onder Marengo County.

## Demografie
Bij de volkstelling in 2000 werd het aantal inwoners vastgesteld op 234.
In 2006 is het aantal inwoners door het United States Census Bureau geschat op 231, een daling van 3 (-1,3%).

## Geografie
Volgens het United States Census Bureau beslaat de plaats een oppervlakte van
5,1 km², geheel bestaande uit land. Sweet Water ligt op ongeveer 38 m boven zeeniveau.

## Plaatsen in de nabije omgeving
De onderstaande figuur toont de plaatsen in een straal van 32 km rond Sweet Water.